# Zakojca
Zakojca je naselje v Občini Cerkno. V njej je bil rojen France Bevk.